# 關注 (CP查理歌曲)
《關注》是美国歌手和词曲作者查理·普斯创作的一首歌曲。主要由查理·普斯作曲及製作，饒舌歌手雅各·卡舍（Jacob Kasher）參與作词。这首歌曲於2017年4月21日由大西洋唱片發行，是查理·普斯第二張專輯《聲情記事》的主打歌。 這首中等曲速的歌包含流行搖滾元素，並加上了80年代的柔性靈魂樂和放克。歌曲的音乐视频的於4月24日发布，並迅速攻占十多个国家的排行榜，包括法国、澳大利亚、新西兰、英国、菲律宾和美国。

## 创作背景與發行
《關注》這首歌的原始靈感來自於2016年查理·普斯于日本巡回演出時的片段录制。4月19日，查理·普斯在洛杉矶一个名为“专注房间”（The Attention Room）的沉浸式音乐演出中首次演唱這首歌曲。演出安装有“无限隧道”LED裝置，用于再现大脑专注时的反应。两天后，作為查理·普斯第二张专辑的首发单曲，《關注》正式发行。

## 詞曲
《關注》是首中速流行搖滾歌曲 ，拥有80年代的柔性靈魂樂和放克元素。这整首歌曲中，歌手意识到他的伴侣在他身邊只是想引起他的关注，女方的举动实际别有用心而非爱情的表现。這首歌主調是降E小調，節拍速度是每分钟100拍。查理·普斯的声音跨度在音階E♭3至B4间变化。歌曲中的副歌使用Anti-Drop 技巧，在副歌部分把編曲簡化成節奏（鼓、貝斯）和人聲，達到淨化和空間感。而吉他、貝斯部分其實是本人用電子琴彈奏。

## 專業評價
《Idolator》評論家麦克·沃斯認為，《關注》是一首“夏季歌曲的強勢競爭者”。他的評論提到，“查理·普斯仍然是鄰家男孩的形象，但多了一点疲惫感並更願意分享他的内心想法”。他同时赞扬這首歌的製作：“查理·普斯在製作上非常大胆，他運用自己的技巧，在歌曲中穿插低音貝斯以及微弱的迪斯可風格”。《告示牌》評論家拉尔斯·布兰德勒則认为《關注》這首歌“精心打磨”并“被注入了节奏感”。

## 音乐视频
2017年4月24日，官方音乐视频于YouTube發布。該音乐视频在洛杉矶拍摄，並由埃米尔·纳瓦（Emil Nava）担任导演。音乐视频中，查理·普斯憂悶地在俱乐部中，身旁有一位金发女孩（由Samara Weaving飾演）。男方意识到，女方别有用心，只想引起他的注意而不是真心地爱他。截至2023年，《關注》的音乐视频在YouTube上已超過1.4億瀏覽次數。

## 推廣
歌曲于發行第一天被用于一个热门的Snapchat濾鏡特效。2017年5月10日，查理·普斯在《美国之声》進行現場演出。2017年5月18日，查理·普斯也在今夜秀中演唱了這首歌曲。

## 榜單表現
《關注》在告示牌百强单曲榜攻佔第五名，是查理·普斯第三首前十单曲、作为主唱歌手的最高排名，并是他参与的歌曲《当我们再相见》后第一首达到前五名的单曲。这首歌曲也在告示牌菲律賓百强单曲榜獲得第九名。
2017年9月2日，《關注》在《Billboard's Dance/Mix Show Airplay》名列第一名。這是他第一次以独唱歌手的身份獲得第一。甚至超越2015年獲得第三名的當我們再相見。

## 曲目列表
- 數位下載

1. 《關注》 - 3:31

- 數位下載 - 纯乐队演奏版本

1. 《關注》（纯乐队演奏版本） - 3:26

- 數位下載 - Bingo Players remix

1. 《關注》（Bingo Players） - 2:24

- 數位下載 - Oliver Heldens remix

1. 《關注》（Oliver Heldens） - 3:22

- 數位下載 - Lash Remix[21]

1. 《關注》（Lash remix） - 2:55

- 數位下載 - HUGEL remix[22]

1. 《關注》（HUGEL remix） - 4:36

- 數位下載 - "The Unreal Remixes"[23]

1. 《關注》（Marie Wilhelmine Anders Remix） - 7:27
2. 《關注》（Einmeier Remix） - 4:27
3. 《關注》（Pyrococcus Remix） - 8:10

## 榜單成績
| 排行榜 (2017)                        | 排名 |
| ------------------------------------ | ---- |
| 阿根廷 Anglo (Monitor Latino)        | 9    |
| 澳大利亚（澳大利亚唱片业协会單曲榜） | 10   |
| 奥地利（Ö3四十强单曲榜）             | 11   |
| 比利时佛兰德（Ultratop五十强单曲榜） | 15   |
| 比利时瓦隆（Ultratop五十强单曲榜）   | 2    |
| 加拿大（Canadian Hot 100）           | 6    |
| 智力 Anglo (Monitor Latino)          | 14   |
| 哥倫比亞 (國家報告)                  | 67   |
| 克羅埃西亞 (HRT)                     | 6    |
| 捷克（電台百強單曲榜）               | 17   |
| 捷克（百強數位單曲榜）               | 13   |
| 丹麥（Hitlisten单曲榜）              | 12   |
| 厄瓜多 (國家報告)                    | 11   |
| Euro Digital Songs (Billboard)       | 5    |
| 法国（法國唱片出版業公會單曲榜）     | 3    |
| 9                                    |      |
| 希臘 Digital Songs (Billboard)       | 5    |
| 匈牙利（四十强电台榜）               | 13   |
| 匈牙利（四十強單曲榜）               | 5    |
| 匈牙利（四十強串流榜）               | 4    |
| 愛爾蘭（愛爾蘭唱片音樂協會单曲榜）   | 11   |
| 以色列（媒体森林电台榜）             | 1    |
| 意大利（意大利音乐产业联盟单曲榜）   | 10   |
| Latvia (Latvijas Top 40)             | 1    |
| Lebanon (Lebanese Top 20)            | 3    |
| Luxembourg Digital Songs (Billboard) | 8    |
| Malaysia (RIM)                       | 2    |
| 墨西哥 (Monitor Latino)              | 10   |
| 墨西哥 Airplay (Billboard)           | 2    |
| 墨西哥 Ingles Airplay (Billboard)    | 1    |
| 荷兰（荷蘭四十強單曲榜）             | 11   |
| 荷兰（百强单曲榜）                   | 20   |
| 新西兰（新西兰唱片音乐协会单曲榜）   | 6    |
| 挪威（世道單曲榜）                   | 13   |
| 巴拿馬 Anglo (Monitor Latino)        | 12   |
| 菲律賓 (菲律賓百大熱門歌曲榜)        | 9    |
| 波蘭（波蘭百大電台榜）               | 3    |
| 葡萄牙（葡萄牙唱片業協會单曲榜）     | 3    |
| 羅馬尼亞 (Media Forest)              | 6    |
| 俄羅斯 Airplay (Tophit)              | 2    |
| 蘇格蘭（官方榜单公司單曲榜）         | 12   |
| 斯洛伐克（電台百強單曲榜）           | 21   |
| 斯洛伐克（百強數位單曲榜）           | 8    |
| 斯洛維尼亞 (SloTop50)                | 16   |
| 南韓 國際榜 (Gaon)                   | 9    |
| 西班牙（西班牙音樂製作協會）         | 10   |
| 瑞典（瑞典最熱榜）                   | 20   |
| 瑞士（瑞士热门音乐榜）               | 6    |
| 英國（官方榜单公司單曲榜）           | 9    |
| 美国（《告示牌》百大單曲榜）         | 5    |
| 美國（《告示牌》成人當代單曲榜）     | 27   |
| 美國（《告示牌》Adult Pop Airplay）  | 3    |
| 美國（《告示牌》Dance Club Songs）   | 38   |
| 美國（《告示牌》Pop Airplay）        | 1    |
| 美國（《告示牌》Rhythmic Songs）     | 15   |
| 委內瑞拉英語榜 (Record Report)       | 5    |

## 認證銷量
| 地區                                                       | 认证    | 认证单位/销量 |
| ---------------------------------------------------------- | ------- | ------------- |
| 澳大利亚（澳大利亚唱片业协会）                             | 白金    | 70,000‡       |
| 奥地利（國際唱片業協會奧地利分會）                         | 金      | 15,000‡       |
| 比利时（比利時唱片音樂協會）                               | 金      | 15,000‡       |
| 丹麦（國際唱片業協會丹麥分會）                             | 金      | 15,000‡       |
| 法国（法國唱片出版業公會）                                 | 白金    | 150,000‡      |
| 德国（聯邦音樂產業協會）                                   | 金      | 200,000‡      |
| 意大利（意大利音乐产业联盟）                               | 2× 白金 | 100,000‡      |
| 新西兰（新西兰唱片音乐协会）                               | 白金    | 30,000‡       |
| 西班牙（西班牙音樂製作協會）                               | 白金    | 40,000‡       |
| 英国（英国唱片业协会）                                     | 金      | 400,000‡      |
| 美国（美國唱片業協會）                                     | 白金    | 1,000,000‡    |
| *僅含認證的實際銷量 ^僅含認證的出貨量 ‡僅含認證的+實際銷量 |         |               |

## 發行歷史
| 区域   | 日期           | 格式     | 版本                          | 發行商       | Ref.    |
| ------ | -------------- | -------- | ----------------------------- | ------------ | ------- |
| 各地區 | 2017年4月21日  | 數位下載 | 原始版                        | 大西洋唱片   | [ 90 ]  |
| 各地區 | 2017年6月9日   | 數位下載 | 纯乐队演奏版本                | 大西洋唱片   | [ 91 ]  |
| 美国   | 2017年6月16日  | 數位下載 | Bingo Players remix           | 大西洋唱片   | [ 92 ]  |
| 美国   | ,2017年6月29日 | 數位下載 | Oliver Heldens remix          | 大西洋唱片   | [ 93 ]  |
| 意大利 | 2017年4月21日  | 一般唱片 | 當代流行電台                  | 華納音樂集團 | [ 94 ]  |
| 美国   | 2017年5月2日   | 一般唱片 | 當代流行電台                  | 大西洋唱片   | [ 95 ]  |
| 美国   | 2017年7月18日  | 一般唱片 | 現代節奏                      | 大西洋唱片   | [ 96 ]  |
| 各地區 | 2017年7月28日  | 數位下載 | LASH remix                    | 華納音樂集團 | [ 97 ]  |
| 各地區 | 2017年7月28日  | 數位下載 | HUGEL remix                   | 華納音樂集團 | [ 98 ]  |
| 各地區 | 2021年11月5日  | 數位下載 | Marie Wilhelmine Anders remix | 球菌         | [ 99 ]  |
| 各地區 | 2021年11月5日  | 數位下載 | Einmeier remix                | 球菌         | [ 100 ] |
| 各地區 | 2021年11月5日  | 數位下載 | Pyrococcus remix              | 球菌         | [ 101 ] |